# Părțile de vorbire neflexibile în limba franceză
Acest articol prezintă succint părțile de vorbire neflexibile din limba franceză care au funcție gramaticală: adverbul (cu funcție sintactică), prepoziția și conjuncția (cuvinte gramaticale). Interjecția, care nu are funcție gramaticală în propoziție, este prezentată în articolul Lexicul limbii franceze, secțiunea Crearea spontană de cuvinte.
Spre deosebire de limba română, în franceză sunt rare adjectivele folosite cu aceeași formă și ca adverbe. În schimb sunt foarte frecvente adverbele, mai ales de mod, derivate din adjective.
Un loc aparte merită cuvintele considerate tradițional adverbe, dar care nu au funcție sintactică, ci de modalizator, de conector, sau cele care constituie singure propoziții neanalizabile.
În franceză, toate atributele substantivale și pronominale, precum și toate complementele exprimate prin substantiv sau pronume accentuat sunt formate cu prepoziții, înlocuind complet declinarea.
Conjuncțiile și locuțiunile conjuncționale subordonatoare sunt asociate cu un anumit mod verbal la care se folosește predicatul propoziției subordonate circumstanțiale.

## Adverbul

### Categorii formale
Din punctul de vedere al formei se pot deosebi mai multe categorii de adverbe.
Ca în limba română, sunt adverbe franceze care sunt moștenite din limba latină (de exemplu BENE > bien „bine”, HERI > hier „ieri”) sau a căror formare a avut loc atât de demult în istoria limbii, încât pentru vorbitori sunt adverbe încă de la origine. Astfel sunt adverbele demain „mâine”, peu „puțin”, tôt „devreme” vite „repede”.
Mai multe adverbe sunt compuse din cuvinte aparținând altor părți de vorbire, și componentele lor sunt încă mai mult sau mai puțin identificabile. Astfel sunt, de exemplu, beaucoup „mult” (din sintagma beau coup „lovitură frumoasă”), longtemps „mult timp” (din long temps „timp lung”), aujourd’hui „astăzi” (din au jour d’hui „în ziua de azi”). Adverbe de acest fel cu elementele mai puțin sudate se scriu cu cratimă: avant-hier „alaltăieri”, après-demain „poimâine”, peut-être „poate”, sur-le-champ „îndată” (sensul originar „pe câmp”), là-bas „acolo” (la origine „acolo jos”).
Sunt și multe locuțiuni adverbiale, de exemplu à peu près „cam”, en même temps „în același timp”, par hasard „din întâmplare”, à moitié „pe jumătate”, d’ores et déjà „de-acum, deja”, en vain „degeaba”, tout de suite „imediat, îndată”, tout à coup „deodată”.
Spre deosebire de română, în franceză sunt doar puține adjective care pot fi folosite ca adverbe. Exemple: un bijou faux „o bijuterie falsă” vs. Il chante faux „Cântă fals”, un profil fin „un profil subțire” vs. hacher les ognions très fin „a se tăia ceapa foarte fin”, un camion cher „un camion scump” vs. Ce camion coûte cher „Camionul acesta costă scump”, un homme fort „un bărbat tare” vs. Il tape fort „Lovește tare”, Elle est jeune „Este tânără” vs. Elle s’habille jeune „Se îmbracă tinerește”.

#### Adverbe derivate din adjective
Mai frecvent decât în română, în franceză se formează adverbe (în principal de mod) prin derivare, cu sufixul -ment.
Regula generală a acestei derivări este adăugarea sufixului la forma de feminin a adjectivului. Exemple:
- heureux, heureuse „fericit, -ă” → heureusement „din fericire”;
- vif, vive „vioi, vioaie” → vivement „cu vioiciune”;
- naturel, naturelle „natural, -ă” → naturellement „(în mod) natural”.

Dacă adjectivul are formă unică, terminându-se cu e mut, sufixul se adaugă la aceasta: probable „probabil, -ă” → probablement „probabil”.
În cazul câtorva adjective din categoriile de mai sus, e-ul formei de feminin sau al celei unice trece în é: profond, profonde → profondément „profund”, aveugle, aveugle → aveuglément „orbește”, précis, précise → précisément „cu precizie, în mod precis”.
Este neregulată în alt sens și formarea adverbelor de la adjectivele a căror formă de masculin se termină cu o vocală alta decât e mut. În cazul acestora, -ment se adaugă la forma de masculin: vrai → vraiment „cu adevărat”, aisé → aisément „cu ușurință”, résolu → résolument „(în mod) hotărât”.
La adjectivele terminate în -ant sau -ent, această terminație este sudată cu sufixul, rezultând -amment, respectiv -emment (ambele pronunțate [amã]): élégant → élégamment „(în mod) elegant”, prudent → prudemment „cu prudență”.
Sunt și câteva formațiuni care nu intră în niciuna din categoriile de mai sus: gai, gaie → gaiement „cu veselie” (neregularitate ortografică), gentil, gentille → gentiment „cu amabilitate”.

### Gradele de comparație ale adverbelor
Cele mai multe adverbe au grade de comparație regulate, la fel ca adjectivele:
Comparativ:
- de superioritate: plus vite „mai repede”;
- de egalitate: aussi vite „tot atât de repede”;
- de inferioritate: moins vite „mai puțin repede”;

Superlativ:
- relativ:
  - de superioritate: le plus vite „cel mai repede”;
  - de inferioritate: le moins vite „cel mai puțin repede”;
- absolut: très vite „foarte repede”.

De notat că în franceză, comparativul de inferioritate și superlativul relativ de inferioritate se folosesc mai frecvent decât în română.
Patru adverbe au grade de comparație neregulate, în sensul că formele lor de comparativ de superioritate sunt cuvinte aparte, moștenite din latină:
| Gradul pozitiv → | Gradul pozitiv → | Gradul pozitiv → | bien „bine”      | mal „rău”                  | beaucoup „mult”             | peu „puțin”     |
| Comparativ →     | de superioritate | de superioritate | mieux (< MELIUS) | plus mal sau pis (< PEIUS) | plus (< PLUS)               | moins (< MINUS) |
| Comparativ →     | de egalitate     | de egalitate     | aussi bien       | aussi mal                  | autant „tot atât (de mult)” | aussi peu       |
| Comparativ →     | de inferioritate | de inferioritate | moins bien       | moins mal                  | nu are                      | nu are          |
| Superlativ →     | relativ          | de superioritate | le mieux         | le plus mal sau le pis     | le plus                     | le moins        |
| Superlativ →     | relativ          | de inferioritate | le moins bien    | le moins mal               | nu are                      | nu are          |
| Superlativ →     | absolut          | absolut          | très bien        | très mal                   | nu are                      | très peu        |

Observații:
- Mal „rău” are o formă regulată și una neregulată de comparativ și de superlativ relativ de superioritate. Cea neregulată se folosește în registrul de limbă elevat arhaizant, iar în limba vorbită numai în câteva construcții fixe, de exemplu Ça va de mal en pis „Merge din rău în mai rău”[9].
- „Tot atât de mult” nu se poate exprima în franceză folosind cuvântul beaucoup, în loc de aceasta existând autant, și nici „foarte mult” nu se poate exprima folosind beaucoup, deoarece acesta nu admite cuvântul très. În loc de aceasta se poate folosi énormément „enorm de mult”.

### Funcții
În principal, funcția adverbului este sintactică, și anume de complement circumstanțial:
- al unui verb: Il est mort naturellement „A murit de moarte naturală”;
- al unui adjectiv: Il est très gentil „Este foarte drăguț”;
- al altui adverb: Le professeur parle bien lentement „Profesorul vorbește foarte rar”.

Alteori, asemenea cuvinte sunt în propoziție, dar nu cu funcție sintactică, ci ca modalizatori, adică modifică sensul propoziției prin exprimarea atitudinii vorbitorului față de conținutul acesteia. Exemplu: Il est mort, naturellement „A murit, firește” (vs. Il est mort naturellement, unde același cuvânt este complement de mod).
Tot în propoziție și fără funcție în aceasta, asemenea cuvinte pot servi drept conectori logici între propoziții independente, fraze sau părți de discurs (în scriere paragrafe), deci au funcție nu la nivelul propoziției sau frazei, ci la nivelul părții de discurs sau a discursului (în scris a textului). Astfel sunt:
- cuvinte care introduc părțile unei narațiuni: d’abord „mai întâi”, ensuite „după aceea”, puis „apoi”, cependant „între timp”, finalement „în final”;
- cuvinte folosite în înșirarea unor argumente: premièrement „în primul rând”, deuxièmement „în al doilea rând”, troisièmement „în al treilea rând”, enfin „în fine”;
- cuvinte care introduc o concesie: certes „desigur”;
- cuvinte care introduc o afirmație contrară celei precedente: cependant, toutefois, néanmoins, toate trei cu sensul „totuși, cu toate acestea”;
- cuvinte care introduc o consecință: c’est pourquoi „de aceea”, aussi „astfel”, alors „atunci”;
- cuvinte care introduc o concluzie: donc „deci”.

Unele asemenea cuvinte pot forma singure propoziții neanalizabile în dialoguri, deci intră în categoria cuvintelor propoziții (în franceză mots-phrases), de exemplu oui „da”, non „nu”, bien sûr „sigur” bien „bine”, éventuellement „eventual”, peut-être „poate”, volontiers „bucuros, cu plăcere”.
Sunt cuvinte care nu pot fi complemente circumstanțiale, ci numai modalizatori, conectori sau cuvinte propoziții (de exemplu bien sûr, peut-être, certes), și altele, care pot fi și unul și altul, uneori cu sensuri lexicale diferite. Un exemplu de astfel de cuvânt este naturellement, amintit mai sus. Alte exemple:
- bien:
  - complement: Il travaille bien „Lucrează bine”;
  - cuvânt propoziție: Bien „Bine”;
- alors:
  - complement: Alors la vie était plus belle „Pe atunci viața era mai frumoasă”;
  - modalizator: Tu es malade ? Alors, on n’ira pas au cinéma „Ești bolnav? Atunci nu mergem la film”;
  - cuvânt propoziție: Alors, on part ? „Ei, plecăm?”;
- aussi:
  - complement: Il travaille aussi bien que toi „Lucrează la fel de bine ca tine”;
  - conector: Aussi l’exemple suivant montre clairement que … „Astfel, exemplul următor arată clar că …”[14];
- déjà:
  - complement: Ils sont déjà arrivés „Au sosit deja”;
  - modalizator: Il s’appelle comment, déjà ? „Cum ziceai că-l cheamă?”[15].

#### Cuvinte negative
Pentru cuvintele negative franceze care neagă verbul, vezi articolul Sintaxa limbii franceze, secțiunile Propoziția negativă și Construcții cu infinitivul negat. În cele ce urmează, sunt prezentate cuvintele negative care neagă o propoziție întreagă și alte părți de propoziție decât verbul. Aceste cuvinte negative sunt non sau pas, uneori non și pas împreună. În fiecare caz, acestea stau înaintea cuvântul negat sau a propoziției negate. Exemple:
- non singur:
  - în calitate de cuvânt propoziție, înaintea altei propoziții, în dialoguri: Est-ce que M. Alengry est là ? – Non, il est en voyage „D. Alengry este aici? – Nu, călătorește”;
  - înaintea unui participiu folosit ca adjectiv: un chèque non signé „un cec nesemnat”;
  - înaintea unui adjectiv cu valoare verbală: eau non potable „apă nepotabilă”;
  - înaintea unui substantiv, formând cu acesta un cuvânt compus: la non-observation d’un règlement „nerespectarea unui regulament”;
- non pas:
  - înaintea unui verb la infinitiv, pentru a-l opune cu alt infinitiv: Il aurait fallu non pas rouler toute la nuit, mais s’arrêter un peu et continuer à l’aube „N-ar fi trebuit să conduc / conduci / conducă / conduceți toată noaptea, ci să mă opresc / te oprești / se oprească / vă opriți puțin și să merg / mergi / meargă / mergeți mai departe în zori”;
  - înaintea unui adjectiv, pentru a-l opune cu altul: J’étais non pas déçu, mais plutôt surpris „Nu eram dezamăgit, ci mai degrabă surprins”;
- non sau non pas:
  - înaintea unei propoziții, pentru a o pune în opoziție cu alta: Il est parti, non (pas) parce qu’il en avait assez de la société, mais parce qu’il voulait en créer une „A plecat, nu pentru că se săturase de firmă, ci pentru că voia să creeze una”;
  - înaintea unui substantiv cu determinant: Ce que tu as entendu était du lituanien, et non (pas) du russe „Ceea ce ai auzit era (limba) lituaniană, nu rusă”;
- pas singur:
  - în propoziție neanalizabilă, în dialoguri: Comment ça va ? – Pas très bien. „Ce mai faci? – Nu prea bine”;
  - în locul lui non, în registrul de limbă familiar: un chèque pas signé;
  - în locul lui non sau al lui non pas, în registrul de limbă familiar: Il est parti, pas parce qu’il …

#### Adverbe și prepoziții
Ca în română, există și în franceză prepoziții și adverbe cu același sens. În unele asemenea perechi, cuvintele au aceeași formă. Exemple:
| Cuvânt   | Exemplu                                                              | Exemplu |
| Cuvânt   | Prepoziție                                                           | Adverb |
| -------- | -------------------------------------------------------------------- | --- |
| après    | Ne venez pas après cinq heures „Nu veniți după ora cinci”            | Je suis là jusqu’à cinq heures. Ne venez pas après „Sunt aici până la ora cinci. Nu veniți după aceea”                                       |
| avant    | Tous sont nerveux avant le match „Toți sunt nervoși înainte de meci” | Maintenant c’est trop tard. Il aurait fallu me le dire avant „Acum e prea târziu. Ar fi trebuit să mi-o spui înainte”                        |
| depuis   | Nous vivons séparés depuis dix ans „Trăim despărțiți de zece ani”    | Nous nous sommes séparés il y dix ans et nous ne nous sommes pas vus depuis. „Ne-am despărțit acum zece ani și de atunci nu ne-am mai văzut” |
| derrière | Qu’est-ce qu’il y a derrière ce mur-là ? „Ce este după zidul acela?” | Tu vois ce mur-là ? Qu’est-ce qu’il y a derrière ? „Vezi zidul acela? Ce este după el?”                                                      |
| devant   | Attends-moi devant le théâtre „Așteaptă-mă în fața teatrului”        | Je sors du théâtre à dix heures. Attends-moi devant „Ies de la teatru la ora zece. Așteaptă-mă în față”                                      |

În cele mai multe perechi, diferența dintre prepoziție și adverbul corespunzător este că prepoziția este formată din adverb sau locuțiunea adverbială și prepoziția de, astfel fiind vorba totdeauna de o locuțiune prepozițională. Exemple:
J’habite loin „Locuiesc departe” – J’habite loin de l’université „Locuiesc departe de universitate”;
Le musée n’est pas loin du théâtre, il est à côté „Muzeul nu este departe de teatru, este alături” – Le musée est à côté du théâtre „Muzeul este lângă teatru”.

## Prepoziția

### Categorii formale
Sunt prepoziții formate dintr-un singur cuvânt (de exemplu dans „în”) și locuțiuni prepoziționale. Acestea s-au format în următoarele moduri:
- cu prepoziția de ca ultim component, de exemplu à côté de „alături de, lângă”;
- cu prepoziția à ca ultim component, de exemplu grâce à „datorită”;
- fără prepoziție ca ultim component, de exemplu à travers „prin”;
- din două prepoziții:
  - prima este de, de exemplu de derrière „din spatele, dinapoia”;
  - a doua este chez[19]: Je te ramènerai en revenant de chez le dentiste „Te duc înapoi când vin de la dentist”, Je t’attendrai devant chez vous „Te voi aștepta în fața casei voastre / blocului vostru”.

Un caz mai deosebit este cel al lui il y a, la origine expresie verbală impersonală cu sensul „este, există, se află”, care ca prepoziție se folosește în exprimarea duratei dintre un moment din trecut și momentul vorbirii: Je l’ai connu il y a dix ans „L-am cunoscut acum zece ani”.
De notat că prepozițiile à și de se sudează cu articolele hotărâte le și les, deci din două cuvinte aparținând unor părți de vorbire diferite rezultă un singur cuvânt în care cele două părți de vorbire se tratează totuși separat. Exemple:
- à + le: Je vais au théâtre „Merg la teatru”;
- à + les: Il vit aux États-Unis „Trăiește în Statele Unite”;
- de + le: Je viens du cinéma „Vin de la cinema”;
- de + les: Elle est rentrée des Pays-Bas „S-a întors din Olanda”.

Această sudare se produce și în cazul pronumelor interogativ-relative compuse cu le și les ca element prim: Auquel tu penses ? „La care (masculin singular) te gândești?”, Il y a là-bas un lac près duquel j’ai une maison „Este acolo un lac, aproape de care (masculin singular) am o casă”.

### Funcții
Ca cele din română, prepozițiile franceze introduc grupuri nominale cu funcție de complement sau de atribut. Când, într-o propoziție, aceeași prepoziție introduce mai multe complemente, atunci se poate repeta, în caz că vorbitorul sau scriitorul vrea să obțină un anumit efect stilistic, sau dacă altfel propoziția n-ar fi destul de clară, însă de regulă, prepoziția apare numai cu primul complement. Exemplu: La vinaigrette se fait avec de l’huile, du vinaigre, du sel et du poivre „Vinegreta se face cu ulei, oțet, sare și piper”. Prepozițiile à și de sunt excepții de la aceasta: Nous parlerons aussi de l’Union européenne et de sa politique linguistique „Vom vorbi și despre Uniunea Europeană și politica sa lingvistică”. În cazul unei locuțiuni prepoziționale, este suficient ca primul element să fie prezent numai la primul complement, dar ultimul se repetă obligatoriu dacă este à sau de: grâce à des subventions et à des taux avantageux „datorită unor subvenții și rate ale dobânzii avantajoase”.
Când un verb are două complemente exprimate prin același substantiv, înaintea lui se plasează două prepoziții, pentru a-i evita repetarea: Ces trois formats ont toujours vécu grâce à et pour la publicité „Aceste două formate au trăit totdeauna datorită publicității și pentru ea”.
De și à nu sunt totdeauna prepoziții, anume atunci când formează un complement direct împreună cu un verb la infinitiv. În acest caz, de sau à este o marcă a infinitivului (care poate fi și zero), în mod asemănător cu to în limba engleză sau cu a în română. Exemple:
- J’ai peur de partir „Mă tem să plec” (complement indirect cu prepoziția de) vs. J’essaye de partir „Încerc să plec” (complement direct);
- Il pense à réaliser un film „Se gândește să regizeze un film” (complement indirect cu prepoziția à) vs. Il a réussi à réaliser son film „A reușit să-și regizeze filmul” (complement direct).

Nu orice prepoziție poate introduce un complement exprimat prin orice parte de vorbire. Unele pot sta numai înaintea unui grup nominal, de exemplu avant „înainte de”, depuis „de la, din, de pe”, pendant „în timpul”. Dintre acestea, unele pot sta înaintea unui infinitiv dacă formează o locuțiune cu de, de exemplu avant de. Altele pot sta numai înaintea unui infinitiv, de exemplu afin de „pentru a”, de peur de „de teamă de a nu”, sous prétexte de „sub pretextul de a”. Iarăși altele pot sta și înaintea unei părți de vorbire nominale, și înaintea unui infinitiv, de exemplu après (Je me couche après le déjeuner „Mă culc după prânz”, Je me couche après avoir déjeuné „Mă culc după ce am luat prânzul”) și sans (vezi mai jos exemple în propoziții).
Mai multor prepoziții le corespund adverbe cu sens asemănător (vezi mai sus Adverbe și prepoziții). Există și perechi prepoziție – conjuncție cu sens asemănător. Primele introduc complemente exprimate prin infinitiv sau/și grup nominal, ultimele introduc propoziții subordonate corespunzătoare. Exemple:
- prepoziție + verb la infinitiv vs. conjuncție + subordonată: Je n’ai rien dit, de peur de me tromper „N-am spus nimic, de teamă să nu greșesc” vs. Je n’ai rien dit, de peur que mon père s’y oppose „N-am spus nimic, de teamă că tatăl meu se va opune”;
- prepoziție + grup nominal vs. conjuncție + subordonată: J’ai beaucoup nagé pendant mon séjour à la mer „Am înotat mult în timpul șederii la mare” vs. J’ai beaucoup nagé pendant que je suis resté à la mer „Am înotat mult cât timp am stat la mare”;
- prepoziție + grup nominal vs. prepoziție + verb la infinitiv vs. conjuncție + subordonată: Je pars sans regret „Plec fără părere de rău” vs. Je pars sans regretter ma décision „Plec fără să-mi pară rău de hotărârea mea” vs. Je pars sans que personne le regrette „Plec fără ca nimănui să-i pară rău”.

## Conjuncția
Conjuncțiile și locuțiunile conjuncționale franceze sunt alcătuite analog cu cele românești:
- conjuncții formate dintr-un singur cuvânt: mais „dar”, si „dacă”;
- locuțiuni conjuncționale: après que „după ce, jusqu’à ce que „până ce/când”, si …, que „atât de …, încât”.

În subordonatele circumstanțiale, și conjuncția determină modul verbal la care este predicatul, mod care poate fi diferit de cel cu care se folosește conjuncția corespunzătoare din română:
| Conjuncție                | Mod         | Exemplu                                                                                       | Traducere                                                                                |
| ------------------------- | ----------- | --------------------------------------------------------------------------------------------- | ---------------------------------------------------------------------------------------- |
| à condition que           | subjonctiv  | Vous pouvez partir, à condition que votre père le permette.                                   | Puteți pleca, cu condiția ca tatăl vostru să vă permită.                                 |
| à moins que               | subjonctiv  | La réunion est finie, à moins que vous n’ayez quelque chose à ajouter.                        | Ședința s-a terminat, doar dacă nu aveți ceva de adăugat.                                |
| afin que                  | subjonctiv  | Il marchait sous les arbres, afin qu’on ne le voie pas d’en haut.                             | Mergea pe sub copaci, ca să nu fie văzut de sus.                                         |
| alors que                 | indicativ   | Un pneu a éclaté alors que je prenais un virage.                                              | Mi-a explodat un cauciuc când am luat o curbă.                                           |
| après que                 | indicativ   | Nous déménagerons après que l’appartement aura été nettoyé.                                   | Ne vom muta după ce va fi curățat apartamentul.                                          |
| au cas où                 | condițional | Au cas où il y aurait du brouillard, je ne partirais pas.                                     | În caz că ar fi / va fi ceață, n-aș pleca / nu voi pleca.                                |
| au moment où              | indicativ   | Le chef m’a fait venir dans son bureau juste au moment où je venais de ramasser mes affaires. | Șeful m-a chemat în biroul lui în momentul în care tocmai îmi adunasem lucrurile.        |
| aussi longtemps que       | indicativ   | Je t’attendrai aussi longtemps qu’il faudra.                                                  | Te voi aștepta atâta timp cât va trebui.                                                 |
| aussitôt que              | indicativ   | J’ai appelé Jules aussitôt que je l’ai aperçu.                                                | L-am chemat pe Jules îndată ce l-am zărit.                                               |
| avant que                 | subjonctiv  | On a entendu la sirène d’alerte juste avant que le train parte.                               | Am auzit sirena de alarmă chiar înainte de pornirea trenului.                            |
| bien que                  | subjonctiv  | Bien qu’il comprenne le français, il ne le parle pas.                                         | Deși înțelege franceza, nu o vorbește.                                                   |
| chaque fois que           | indicativ   | Chaque fois qu’il me rencontre, ce monsieur lève son chapeau.                                 | De fiecare dată când mă vede, domnul acesta își ridică pălăria.                          |
| comme                     | indicativ   | Comme les transports en commun étaient en grève, j’ai pris ma voiture.                        | Cum transporturile în comun erau în grevă, am plecat cu mașina.                          |
| comme si                  | indicativ   | Il me parle comme si j’étais un idiot.                                                        | Vorbește cu mine ca și cum aș fi idiot.                                                  |
| de crainte que            | subjonctiv  | Elle s’enfermait toujours dans sa chambre de crainte que sa mère ne la surprenne à lire.      | Se închidea totdeauna în cameră, de teamă să n-o surprindă mama sa citind.               |
| de peur que               | subjonctiv  | Il se tenait tranquille de peur qu’on ne le mette à la porte.                                 | Stătea liniștit, de frică să nu fie dat afară.                                           |
| depuis que                | indicativ   | Depuis que je connais Claude, je suis un autre homme.                                         | De când îl cunosc pe Claude, sunt alt om.                                                |
| dès que                   | indicativ   | Dès qu’un nuage apparaît, il se réfugie dans la maison.                                       | Îndată ce apare un nor, el se refugiază în casă.                                         |
| en attendant que          | subjonctiv  | Je me suis assis sur un banc en attendant que ma femme sorte du bureau.                       | M-am așezat pe o bancă așteptând ca soția mea să iasă de la birou.                       |
| étant donné que           | indicativ   | Étant donné que l’autoroute était encombrée, j’ai préféré prendre d’autres routes.            | Dat fiind că autostrada era aglomerată, am preferat s-o iau pe alte șosele.              |
| jusqu’à ce que            | subjonctiv  | Reste ici jusqu’à ce que je revienne.                                                         | Stai aici până ce vin înapoi.                                                            |
| le temps que              | subjonctiv  | Prends un café le temps que j’aille à la banque.                                              | Bea o cafea până merg la bancă.                                                          |
| lorsque                   | indicativ   | Lorsqu’il faisait mauvais temps, je restais dans ma chambre à lire.                           | Atunci când era vreme urâtă, stăteam în cameră și citeam.                                |
| maintenant que            | indicativ   | Maintenant que tu es majeur, tu peux te marier.                                               | Acum că ești major, poți să te căsătorești.                                              |
| même si                   | indicativ   | Il se lançait toujours dans l’aventure même si le danger était évident.                       | Se lansa totdeauna în aventură, chiar dacă pericolul era evident.                        |
| même si                   | indicativ   | Il se lancerait dans l’aventure même si le danger était évident.                              | S-ar lansa în aventură chiar dacă pericolul ar fi evident.                               |
| parce que                 | indicativ   | Je bois du café parce que j’ai sommeil.                                                       | Beau cafea, pentru că mi-e somn.                                                         |
| pendant que               | indicativ   | Pendant que je dormais, un cambrioleur a pénétré dans la maison.                              | În timp ce dormeam, în casă a pătruns un spărgător.                                      |
| plutôt que                | indicativ   | Cet enfant hurle plutôt qu’il ne pleure.                                                      | Copilul ăsta mai degrabă urlă decât plânge.                                              |
| pour que                  | subjonctiv  | La fillette est assez grande pour qu’on puisse la laisser seule à la maison.                  | Fetița e destul de mare ca să fie lăsată singură acasă.                                  |
| pourvu que                | subjonctiv  | Il répondra à tes messages, pourvu que tu lui écrives.                                        | Îți va răspunde la mesaje, numai să-i scrii.                                             |
| puisque                   | indicativ   | Tu pourrais me raconter ce qui s’est passé, puisque tu y étais.                               | Ai putea să-mi povestești ce s-a întâmplat, din moment ce erai acolo.                    |
| quand                     | indicativ   | Quand je travaille à la maison, je ne réponds pas au téléphone.                               | Când lucrez acasă, nu răspund la telefon.                                                |
| sans que                  | subjonctiv  | Il s’est présenté sans qu’on lui dise de venir.                                               | S-a prezentat fără să i se spună să vină.                                                |
| sauf que                  | indicativ   | Je me suis assez bien amusé au cocktail, sauf que je ne connaissais personne.                 | M-am distrat destul de bine la cocktail, doar că nu cunoșteam pe nimeni.                 |
| si                        | indicativ   | Si tu ne viens pas, je pars sans toi.                                                         | Dacă nu vii, plec fără tine.                                                             |
| si                        | indicativ   | Si tu ne venais pas, je partirais sans toi.                                                   | Dacă n-ai veni, aș pleca fără tine.                                                      |
| si … que                  | indicativ   | Je suis si maladroit, que je n’ose pas faire la vaisselle, de peur de la casser.              | Sunt atât de neîndemânatic, încât nu îndrăznesc să spăl vasele, de teamă să nu le sparg. |
| si bien que               | indicativ   | Il a plu toute la journée, si bien qu’on a mangé à l’intérieur et pas dans le jardin.         | A plouat toată ziua, așa că am mâncat înăuntru și nu în grădină.                         |
| tandis que                | indicativ   | Tandis que le professeur expliquait, les élèves se lançaient des boules de papier.            | În timp ce profesorul explica, elevii aruncau cocoloașe de hârtie unul în altul.         |
| tant (…) que              | indicativ   | Elle boit tant de café, qu’elle ne peut plus dormir.                                          | Bea atâta cafea, încât nu mai poate dormi.                                               |
| tellement (…) que         | indicativ   | Il aime tellement le football, qu’il va voir tous les matchs.                                 | Îi place așa de mult fotbalul, încât merge la fiecare meci.                              |
| toutes les fois que       | indicativ   | Je loge chez mes amis toutes les fois que je vais dans leur ville.                            | Stau la prietenii mei ori de câte ori merg în orașul lor.                                |
| une fois que              | indicativ   | Une fois que j’aurai mon diplôme, je trouverai un bon emploi.                                 | Odată ce îmi voi obține diploma, voi găsi un loc de muncă bun.                           |
| un(e)/de tel(le)(s) … que | indicativ   | On a pris de telles mesures de sécurité, que presque personne ne peut entrer.                 | S-au luat asemenea măsuri de securitate, încât aproape nimeni nu poate intra.            |